# ミニマル (曲)
「ミニマル」(Minimal)は、ペット・ショップ・ボーイズの楽曲。9枚目のスタジオ・アルバム『ファンダメンタル』から2枚目のシングルカットとしてリリースされた。
ミュージック・ビデオはパリで撮影が行われ、ダン・キャメロンが監督を務めた。
カップリングの「イン・プライベート」はダスティ・スプリングフィールドに提供した楽曲のセルフカバーであり、彼らのバージョンはエルトン・ジョンとのデュエットとなっている。

## 収録曲
CDシングル
1. Minimal (Radio Edit) - 3:38
2. In Private (7-Inch Mix) - 4:13

## チャート
| チャート (2006年)                        | 最高位 |
| ---------------------------------------- | ------ |
| デンマーク (Tracklisten)                 | 7      |
| ドイツ (GfK Entertainment charts)        | 63     |
| スコットランド (Official Charts Company) | 13     |
| スロバキア (Rádio Top 100)               | 66     |
| UK シングルス (OCC)                      | 19     |
| US Dance Club Songs (Billboard)          | 3      |